# (73474) 2002 OK19
(73474) 2002 OK19 – planetoida z pasa głównego asteroid okrążająca Słońce w ciągu 4,59 lat w średniej odległości 2,76 j.a. Odkryta 18 lipca 2002 roku.